# Józef Pinior

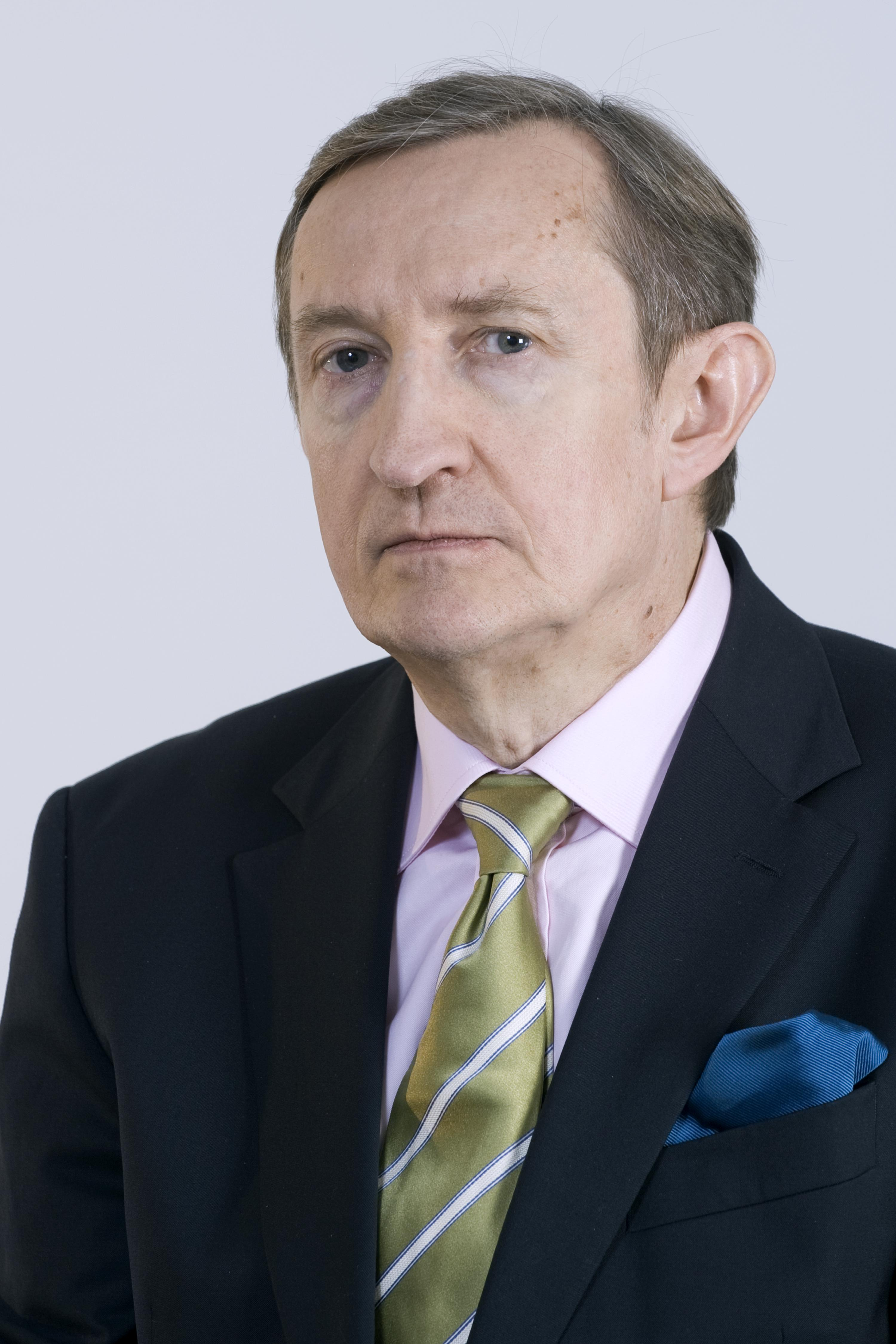
Józef Pinior (2011)

Józef Pinior este un om politic polonez, membru al Parlamentului European în perioada 2004-2009 din partea Poloniei.
1. 1 2  Deputații în Parlamentul European